# سرجیو جیونو
سرجیو جیونو (انگلیسی: Sergio Gioino؛ زادهٔ ۲۷ مارس ۱۹۷۴) بازیکن فوتبال اهل آرژانتین است.
از باشگاه‌هایی که در آن بازی کرده‌است می‌توان به باشگاه فوتبال پالمیراس و باشگاه فوتبال اونیورسیداد شیلی اشاره کرد.